# Joseph Kane
Joseph Kane (eigentlich Jasper Joseph Inman Kane, oftmals Joe Kane; * 19. März 1894 in San Diego, Kalifornien; † 25. August 1975 in Santa Monica, Kalifornien) war ein US-amerikanischer Filmregisseur, der vor allem Western inszenierte.

## Leben
Kane war in seinem ersten Beruf Musiker und verdiente bis 1926 sein Geld als Cellist. Dann orientierte er sich beruflich neu und wandte sich dem Filmschnitt zu. Er bearbeitete vor allem Stummfilm-Western; Mitte der 1930er Jahre wurde er als Regisseur von Produktionsfirmen wie Mascot und anderer kleiner Gesellschaften engagiert. Nachdem diese in den Republic Pictures aufgegangen waren, wurde er einer der Stammregisseure der Firma. Dabei war er in erster Linie für das actionreiche Westernprogramm zuständig. Er blieb bis zur Auflösung des Studios 1958 bei Republic.
Anfänglich drehte er vor allem Serials, später auch abendfüllende Spielfilme mit vielen der damaligen Westernstars wie Gene Autry, Roy Rogers sowie mit dem aufstrebenden John Wayne zu Beginn seiner Karriere. Mit den Jahren wurden die Budgets schmaler; nach dem Ende von Republic fand Kane Arbeit beim Fernsehen und inszenierte zahlreiche Episoden populärer Westernserien wie Der Mann ohne Colt, Am Fuß der blauen Berge oder Tausend Meilen Staub. Gelegentlich legte er noch Arbeiten für das Kino vor.

## Filmografie (Auswahl)
Als Regisseur
- 1935: Fünf Jahre und ein Tag danach (Tumbling Tumbleweeds)
- 1935: Melody Trail
- 1935: The Sagebrush Troubadour
- 1935: The Fighting Marines (Serial)
- 1936: Darkest Africa
- 1936: Land der Zukunft (The Lawless Nineties)
- 1936: Der König vom Pecos (King of the Pecos)
- 1936: Wie vom Winde verweht (The Lonely Trail)
- 1936: Undersea Kingdom (Serial)
- 1936: Guns and Guitars
- 1936: Oh, Susanna!
- 1936: Ride, Ranger, Ride
- 1936: Ghost Town Gold
- 1936: The Old Corral
- 1937: Paradise Express
- 1937: Ein Cowboy in Afrika (Round-Up Time in Texas)
- 1937: Das schwarze Gold (Git Along Little Dogies)
- 1937: Gunsmoke Ranch
- 1937: Come on, Cowboys
- 1937: Der Jodeljunge vom Pinienwald (Yodelin’ Kid from Pine Ridge)
- 1937: Public Cowboy No. 1
- 1937: Heart of the Rockies
- 1937: Boots and Saddles
- 1937: Springtime in the Rockies
- 1938: The Old Barn Dance
- 1938: Born to Be Wild
- 1938: Arson Gang Busters
- 1938: Under Western Stars
- 1938: Gold Mine in the Sky
- 1938: Man from Music Mountain
- 1938: Billy the Kid lebt (Billy the Kid Returns)
- 1938: Come on, Rangers!
- 1938: Shine on Harvest Moon
- 1939: Rough Riders Round-Up
- 1939: Soldaten südwärts (Southward Ho!)
- 1939: Frontier Pony Express
- 1939: Damals in Caliente (In Old Caliente)
- 1939: Ein Cowboy in New York (Wall Street Cowboy)
- 1939: Bomben auf Texas (In Old Monterey)
- 1939: Arizona Kid (The Arizona Kid)
- 1939: Saga of Death Valley
- 1939: Jesse James unter Verdacht (Days of Jesse James)
- 1940: Young Buffalo Bill
- 1940: The Carson City Kid
- 1940: The Ranger and the Lady
- 1940: Colorado
- 1940: Young Bill Hickok
- 1940: The Border Legion
- 1941: Robin Hood of the Pecos
- 1941: The Great Train Robbery
- 1941: In Old Cheyenne
- 1941: Sheriff von Tombstone (Sheriff of Tombstone)
- 1941: Nevada City
- 1941: Rags to Riches
- 1941: Bad Man of Deadwood
- 1941: Jesse James at Bay
- 1941: Red River Valley
- 1942: Man from Cheyenne
- 1942: South of Santa Fe
- 1942: Sunset on the Desert
- 1942: Romance on the Range
- 1942: Sons of the Pioneers
- 1942: Sunset Serenade
- 1942: Das Herz des goldenen Westens (Heart of the Golden West)
- 1942: Ridin’ Down the Canyon
- 1943: Idaho
- 1943: King of the Cowboys
- 1943: Hands Across the Border
- 1943: Song of Texas
- 1943: Silver Spurs
- 1943: Der Weidekrieg (Man from Music Mountain)
- 1944: Cowboy and the Senorita
- 1944: The Yellow Rose of Texas
- 1944: Song of Nevada
- 1945: San Francisco Lilly (Flame of the Barbary Coast)
- 1945: The Cheaters
- 1945: Liebe in der Wildnis (Dakota)
- 1946: Karten, Kugeln, Banditen (Plainsman and the Lady)
- 1946: Der Bandit von Sacramento (In Old Sacramento)
- 1947: Hyänen der Prärie (Wyoming)
- 1948: Der Rächer von Los Angeles (Old Los Angeles)
- 1948: Die rauhen Reiter der furchtlosen Legion (The Gallant Legion)
- 1948: Die Plünderer von Nevada (The Plunderers)
- 1949: Überfall auf Expreß 44 (The Last Bandit)
- 1949: Mit Pech und Schwefel (Brimstone)
- 1950: Mississippi-Express (Rock Island Trail)
- 1950: Terror über Colorado (The Savage Horde)
- 1950: In der Hölle von Missouri (California Passage)
- 1951: Apachenschlacht am schwarzen Berge (Oh! Susanna)
- 1951: Fighting Coast Guard
- 1951: Der Seewolf von Barracuda (The Sea Hornet)
- 1952: Mördersyndikat San Francisco (Hoodlum Empire)
- 1952: Faustrecht in Minnesota (Woman of the North Country)
- 1952: Der Tiger von Utah (Ride the Man Down)
- 1953: Der Rebell von Java (Fair Wind to Java)
- 1953: Der Cowboy von San Antone (San Antone)
- 1953: Sea of Lost Ships
- 1954: Kalifornische Sinfonie (Jubilee Trail)
- 1954: Die Hölle von Silver Rock (Hell’s Outpost)
- 1955: Der Rächer vom Silbersee (Timberjack)
- 1955: Postraub in Central City (The Road to Denver)
- 1955: Der letzte Indianer (The Vanishing American)
- 1956: Der Teufel von Colorado (The Maverick Queen)
- 1956: Duell am Apachenpaß (Thunder Over Arizona)
- 1956: Schach dem Mörder (Accused of Murder)
- 1956: Durango Kid – der Rächer (Duel at Apache Wells)
- 1957: Cheyenne (Fernsehserie, 3 Episoden)
- 1957: Flammen über dem Silbersee (Spoilers of the Forest)
- 1957: Im Schatten der Schlinge (The Lawless Eighties)
- 1957: Last Stagecoach West
- 1957: The Crooked Circle
- 1957: Arizona-Expreß (Gunfire at Indian Gap)
- 1958: The Notorious Mr. Monks
- 1958: Rauschgift-Banditen (The Man Who Died Twice)
- 1958–1959: 26 Men (Fernsehserie, 4 Episoden)
- 1959: Bonanza (Fernsehserie, 3 Episoden)
- 1960: Tausend Meilen Staub (Rawhide, Fernsehserie, 6 Episoden)
- 1960–1963: Am Fuß der blauen Berge (Laramie, Fernsehserie, 30 Episoden)
- 1966: Country Boy
- 1967: Track of Thunder
- 1967: The Search for the Evil One
- 1975: Wie Rauch im Wind (Smoke in the Wind)

Als Editor
- 1930: Ein Mann für sie (Her Man)